# Leucophanes molleri
Leucophanes molleri là một loài rêu trong họ Calymperaceae. Loài này được Müll. Hal. mô tả khoa học đầu tiên năm 1886.